# Liste der Nummer-eins-Hits in Norwegen (1999)
Diese Liste enthält alle Nummer-eins-Hits in Norwegen im Jahr 1999. Es gab in diesem Jahr 15 Nummer-eins-Singles und 21 Nummer-eins-Alben.
| Singles | Alben |
| --- | --- |
| - Cher – Believe - 5 Wochen (50/1998 – 2/1999) - The Offspring – Pretty Fly (for a White Guy) - 5 Wochen (3/1999 – 7/1999) - Britney Spears – … Baby One More Time - 8 Wochen (8/1999 – 15/1999) - 2Pac – Changes - 2 Wochen (16/1999 – 17/1999) - Backstreet Boys – I Want It That Way - 2 Wochen (18/1999 – 19/1999) - Vengaboys – Boom, Boom, Boom, Boom!! - 2 Wochen (20/1999 – 21/1999) - Shania Twain – That Don’t Impress Me Much - 1 Woche (22/1999) - Multicyde feat. Anèa – Not For The Dough - 4 Wochen (23/1999 – 26/1999) - Lou Bega – Mambo No. 5 (A Little Bit Of …) - 8 Wochen (27/1999 – 34/1999) - Eiffel 65 – Blue (Da Ba Dee) - 4 Wochen (35/1999 – 38/1999) - Westlife – If I Let You Go - 3 Wochen (39/1999 – 41/1999) - Christina Aguilera – Genie in a Bottle - 2 Wochen (42/1999 – 43/1999) - Blümchen – Heut’ ist mein Tag - 4 Wochen (44/1999 – 47/1999) - Bloodhound Gang – The Bad Touch - 2 Wochen (48/1999 – 49/1999) - Boyzvoice – Let Me Be Your Father X-Mas - 5 Wochen (50/1999 – 2/2000) | - George Michael – Ladies And Gentlemen … The Best Of - 2 Wochen (53/1998 – 1/1999) - Vonda Shepard – Songs From Ally McBeal - 8 Wochen (2/1999 – 9/1999) - Øystein Sunde – Nå er begeret nådd - 1 Woche (10/1999) - Van Morrison – Back On Top - 1 Woche (11/1999) - Blur – 13 - 1 Woche (12/1999) - Lene Marlin – Playing My Game - 4 Wochen (13/1999 – 16/1999) - Tom Waits – Mule Variations - 2 Wochen (17/1999 – 18/1999) - Suede – Head Music - 1 Woche (19/1999) - Ricky Martin – Ricky Martin - 1 Woche (20/1999) - Backstreet Boys – Millennium - 2 Wochen (21/1999 – 22/1999) - Boyzone – … By Request - 1 Woche (23/1999, insgesamt 5 Wochen) - Red Hot Chili Peppers – Californication - 1 Woche (24/1999) - Boyzone – … By Request - 3 Wochen (25/1999 – 27/1999, insgesamt 5 Wochen) - Shania Twain – Come On Over - 4 Wochen (28/1999 – 31/1999, insgesamt 6 Wochen; → 2000) - Boyzone – … By Request - 1 Woche (32/1999, insgesamt 5 Wochen) - Notting Hill (Soundtrack) - 2 Wochen (33/1999 – 34/1999, insgesamt 6 Wochen) - Savoy – Mountains Of Time - 1 Woche (35/1999) - Madrugada – Industrial Silence - 1 Woche (36/1999) - Notting Hill (Soundtrack) - 4 Wochen (37/1999 – 40/1999, insgesamt 6 Wochen) - Sting – Brand New Day - 1 Woche (41/1999) - Morten Abel – Here We Go Then, You And I - 4 Wochen (42/1999 – 45/1999) - Genesis – Turn It On Again – The Hits - 1 Woche (46/1999) - Céline Dion – All the Way... A Decade of Song - 1 Woche (47/1999, insgesamt 5 Wochen) - Metallica – S&M - 1 Woche (48/1999) - Céline Dion – All The Way – A Decade Of Song - 4 Wochen (49/1999 – 52/1999, insgesamt 5 Wochen) |
| | |

Siehe auch: Nummer-eins-Hits 1999 in  Australien, Belgien, Dänemark, Deutschland, Finnland, Frankreich, Irland, Italien, Japan, Kanada, Neuseeland, den Niederlanden, Österreich, Schweden, der Schweiz, Spanien, Südkorea, Ungarn, den Vereinigten Staaten und im Vereinigten Königreich.